# Jappe Jaspers
Jappe Jaspers, né le 1er septembre 1998, est un coureur cycliste belge, spécialiste du cyclo-cross. Il est champion de Belgique de cyclo-cross juniors en 2016. Début 2018, il arrête sa carrière à 19 ans, faute de motivation.

## Palmarès
- 2013-2014
  -  Champion de Belgique de cyclo-cross cadets
- 2014-2015
  - Scheldecross juniors, Anvers
  -  Médaillé d'argent du championnat d'Europe de cyclo-cross juniors
  - 2e du championnat de Belgique de cyclo-cross juniors
  - 6e de la Coupe du monde juniors
- 2015-2016
  -  Champion de Belgique de cyclo-cross juniors
  - Coupe du monde juniors #1, Fauquemont
  - Coupe du monde juniors #3, Namur
  - Superprestige juniors #3, Ruddervoorde
  - Superprestige juniors #3, Diegem
  - Soudal Neerpelt juniors
  - Niels Albertland Cyclo-cross, Boom